# Katia Ricciarelli
Katia Ricciarelli (Rovigo (Italië), 16 januari 1946) is een Italiaanse sopraan.

## Biografie

### Opleiding
Ricciarelli studeerde aan het conservatorium Benedetto Marcello van Venetië. Zij debuteerde in 1969 in Mantua met La bohème, maar kwam in de schijnwerpers in 1971, na het winnen van het concours Voci verdiane op de RAI (samen met Giuliano Bernardi).

### Verval van haar stem
Ondanks haar opmerkelijke vocale gaven, vooral een helder en licht timbre, evenals een natuurtalent voor lenige zang, heeft Ricciarelli een technisch probleem met het hoge register nooit volledig opgelost. Dit heeft geleid tot een vroegtijdige aftakelen van haar stem: de overgangen waarmee zij beroemd was geworden werden minder zeker en de hoge noten steeds moeizamer. In de loop van haar carrière zong zij in de beste zalen ter wereld in opera's van onder meer Puccini, Verdi, Rossini en Donizetti. Ze bereikte grote hoogten in de tweede helft van de jaren zeventig (Anna Bolena, Parma 1977 en 1978; Tancredi, New York 1978). Vanaf 1980 werd het verval geleidelijk aan duidelijker. Na haar huwelijk met televisiepresentator Pippo Baudo op 18 januari 1986 wendde Ricciarelli zich met succes tot een breed publiek. Ze speelde in twee films en nam in 2006 deel aan de reality show La Fattoria. In 2004 scheidde ze van Pippo Baudo.

### Concertuitvoeringen
In haar opera- en concertuitvoeringen zong zij onder leiding van grote dirigenten zoals Riccardo Muti, Zubin Mehta, Herbert von Karajan, Sir Colin Davis, James Levine, Claudio Abbado, Lorin Maazel, Carlo Maria Giulini, Georges Prêtre en Gianandrea Gavazzeni. Ze heeft verschillende platen opgenomen met volledige opera's, aria's enzovoort.
Van de plaatopnamen zijn vooral van belang Tosca geleid door Herbert von Karajan, Tancredi in Carnegie Hall in 1978 en over het algemeen de opnamen gemaakt in de jaren zeventig, toen haar stem nog gaaf was.

### Eerbewijzen
Voor haar vijfentwintigjarige carrière werd haar in 1994 in Wenen de titel Kammersänger toegekend. De Italiaanse Republiek eerde haar met de titel "Grande Ufficiale" van de Ordine al merito della Repubblica Italiana (Ridderorde van verdienste).
In 2006 won ze de Nastro d'Argento (‘Zilveren Film’) voor haar rol in de film La seconda notte di nozze van Pupi Avati .

### Activiteiten
Naast liefdadig werk (zij was beschermvrouw van de Associazione Thalassemici) was zij televisiepresentatrice. Voorts is zij:
- voorzitter van de Accademia lirica internazionale "Katia Ricciarelli", door haar opgericht in 1991
- artistiek directeur van het theater "Politeama greco" van Lecce vanaf 1998
- artistiek directeur van het theater Sferisterio di Macerata van Macerata van 2003 tot 2005
- kandidaat-gemeenteraadslid van de stad Rodi Garganico, 2007

### Divers
In 2007 stelde ze zich kandidaat voor de centrumlinkse coalitie voor de gemeenteraadsverkiezingen van Rodi Garganico.
Ricciarelli brengt meestal haar zomervakantie door in de stad Gargano. Vaak zingt zij in de Santuario della Madonna della Libera. Na twee maanden trok ze haar kandidatuur in wegens onverenigbaarheid met haar werk.

## Discografie
Vincenzo Bellini
- I Capuleti e i Montecchi, Ricciarelli, Luchetti, Merighi, Monachesi, Marangoni Orchestra e Coro del Teatro La Fenice di Venezia - Bellugi Mondo musica 1999 - liveopname (16-05-1973)
- I Capuleti e i Montecchi, Ricciarelli, Montague, Raffanti, Lippi, Salvadori Orchestra e Coro del Teatro La Fenice di Venezia - Campanella Nuova era 1991 - liveopname (30-04-1991 tot 07-05-1991)
- I puritani (Versie Malibran), Ricciarelli, Merritt, Carmona, Scandiuzzi, Jankovic, Gaifa, Riva Orchestra Sinfonica Siciliana, Coro Ente Artistico Teatro Petruzelli - Ferro Fonit Cetra 1986 - liveopname (10-04-1986)
- Zaira, Ricciarelli, Alaimo, Vargas, Papadjakou Orchestra e Coro del Teatro Massimo Bellini di Catania - Olmi Nuova Era 1991 - liveopname (23/25/27-09-1990)
- Messa N°2 / Geremia - Missa Pro Defunctis - Tantum Ergo Ricciarelli, Fisichella, Zanasi Orchestra Polifonica Siciliana - Aparo / Bostock Scandinavian Classics

Pietro Mascagni
- Amica, Ricciarelli, Armiliato, Padovan – Pace, eerste opname ter wereld - Kikko Music 1996 (dubbel-cd)

Giacomo Puccini
- La bohème, Ricciarelli, Carreras, Wixell, Hagegard, Putnam, Lloyd, Elvin Royal Opera House Orchestra and Chorus - Sir Davis Philips 1979
- Tosca, Ricciarelli, Carreras, Raimondi, Nimsgern, Zednik Coro e Berliner Philharmoniker – Von Karajan DG 1980
- Suor Angelica, Ricciarelli, Cossotto, Allegri, Orchestra Stabile dell'Accademia Nazionale di Sante Cecilia - Bruno Bartoletti, RCA 1973
- Turandot, Ricciarelli, Domingo, Araiza, Hendricks, Raimondi, Hornik Coro and Wiener Philharmoniker – Von Karajan, DG 1981

Gioacchino Rossini
- La donna del lago, Ricciarelli, Valentini-Terrani, Gonzales, Raffanti, Ramey, Chamber Orchestra of Europe, Filharmonisch koor van Praag - Pollini Fonit Cetra 1983
- Tancredi, Ricciarelli, Horne, Palacio, Zaccaria Queler - New York 1978 HRE
- Stabat Mater, Ricciarelli, Valentini-Terrani, Gonzales, Raimondi Philarmonhia Orchestra - Giulini, DG - DDD

Giuseppe Verdi
- Aida, Freni, Carreras, Baltsa, Cappuccilli, Raimondi, Van Dam, Ricciarelli (Sacerdotessa) Coro en Wiener Philharmoniker – Von Karajan EMI Classics 1980
- Aida, Ricciarelli, Domingo, Obratsova, Nucci, Valentini-Terrani, Ghiaurov, De Palma Orchestra e Coro del Teatro alla Scala di Milano - Abbado DG 1983
- Don Carlos, Domingo, Raimondi, Ghiaurov, Ricciarelli, Valentini-Terrani, Nucci, Murray, Orchestra e Coro del Teatro alla Scala di Milano - Abbado DG 1983-1984
- I due Foscari, Ricciarelli, Carreras, Cappuccilli, Ramey Coro e New Philharmonia Orchestra - Gardelli Philips 1976
- Il trovatore, Carreras, Ricciarelli, Toczyska, Masurok, Lloyd Royal Opera House Orchestra and Chorus - Sir Davis Philips 1980
- Luisa Miller, Ricciarelli, Carreras, Bruson, Rinaudo Coro e Orchestra del Teatro Regio di Torino Opera d'Oro - liveopname (05-09-1976)
- Luisa Miller, Ricciarelli, Domingo, Bruson, Obratsova Coro e Orchestra del Royal Opera House, Covent Garden - Maazel DG 1979
- Otello, Ricciarelli, Domingo, Diaz, Malakova, Orchestra e Coro del Teatro alla Scala di Milano - Maazel, EMI 1985 complete versie (ook geluidsband van de verkorte filmversie van Franco Zeffirelli)
- Un ballo in maschera, Domingo, Ricciarelli, Bruson, Obratzova Orchestra e Coro del Teatro alla Scala di Milano - Abbado DG 1980
- Messa da Requiem, Ricciarelli, Verret, Domingo, Ghiaurov Orchestra e Coro del Teatro alla Scala di Milano - Abbado DG 1980

## Repertoire
Vincenzo Bellini
- I Capuleti e i Montecchi (Giulietta)
- I puritani (Elvira)
- Norma (Norma)
- Zaira (Zaira)

Georges Bizet
- Carmen (Micaela)

Luigi Cherubini
- Anacreon

Francesco Cilea
- Adriana Lecouvreur (Adriana)

Gaetano Donizetti
- Anna Bolena (Anna)
- La figlia del reggimento (Marie, Marquis de Berkenfield)
- Lucia di Lammermoor (Lucia)
- Lucrezia Borgia (Lucrezia)
- Maria de Rudenz (Maria)
- Maria Stuarda (Maria)
- Poliuto (Paolina)
- Roberto Devereux (Elisabetta)

Christoph Willibald Gluck
- Iphigénie en Tauride (Ipigenie)

Giacomo Puccini
- La bohème (Mimì)
- Suor Angelica (Angelica)
- Tosca (Tosca)
- Turandot (Turandot, Liù)

Gioacchino Rossini
- Armida (Armida)
- Bianca e Falliero (Bianca)
- Guglielmo Tell (Matilde)
- Il barbiere di Siviglia (Rosina)
- Il viaggio a Reims (Madama Cortese)
- La Cenerentola (Angelina)
- La gazza ladra (Ninetta)
- Semiramide (Semiramide)
- Tancredi (Amenaide)
- Donna del lago (Elena) 1983

Antonio Salieri
- Axur Re d'Ormus

Giuseppe Verdi
- Aida (Aida)
- Don Carlos (Elisabetta di Valois)
- Falstaff (Alice)
- I due Foscari (Lucrezia)
- Il corsaro (Medora)
- Il trovatore (Leonora)
- La traviata (Violetta)
- Luisa Miller (Luisa)
- Otello (Desdemona)
- Un ballo in maschera (Amelia)

Richard Wagner
- Lohengrin (Elsa)

## Cinema
- Otello (1986), onder regie van Franco Zeffirelli - rol: Desdemona
- La seconda notte di nozze (2005), onder regie van Pupi Avati - rol: Lilliana Vespero - In concorso alla Mostra del cinema di Venezia
- Bianco e nero (2008), onder regie van Cristina Comencini - rol: Olga